# 麻谷渡口站
麻谷渡口站（：／ Magongnaru yeok */?）副站名首爾植物園（서울식물원），是首爾地鐵9號線與機場鐵道沿線交會的一座轉乘車站，位於韓國首爾特別市江西區加陽洞。

## 車站構造
本站有出口共6處。

### 9號線月台
站體為2面4線雙島式月台的地下車站，候車月台設有月台幕門。
過往外側軌道並未開放使用，直至2018年12月1日本站開始停靠急行列車後，始作為急行列車停靠之用。

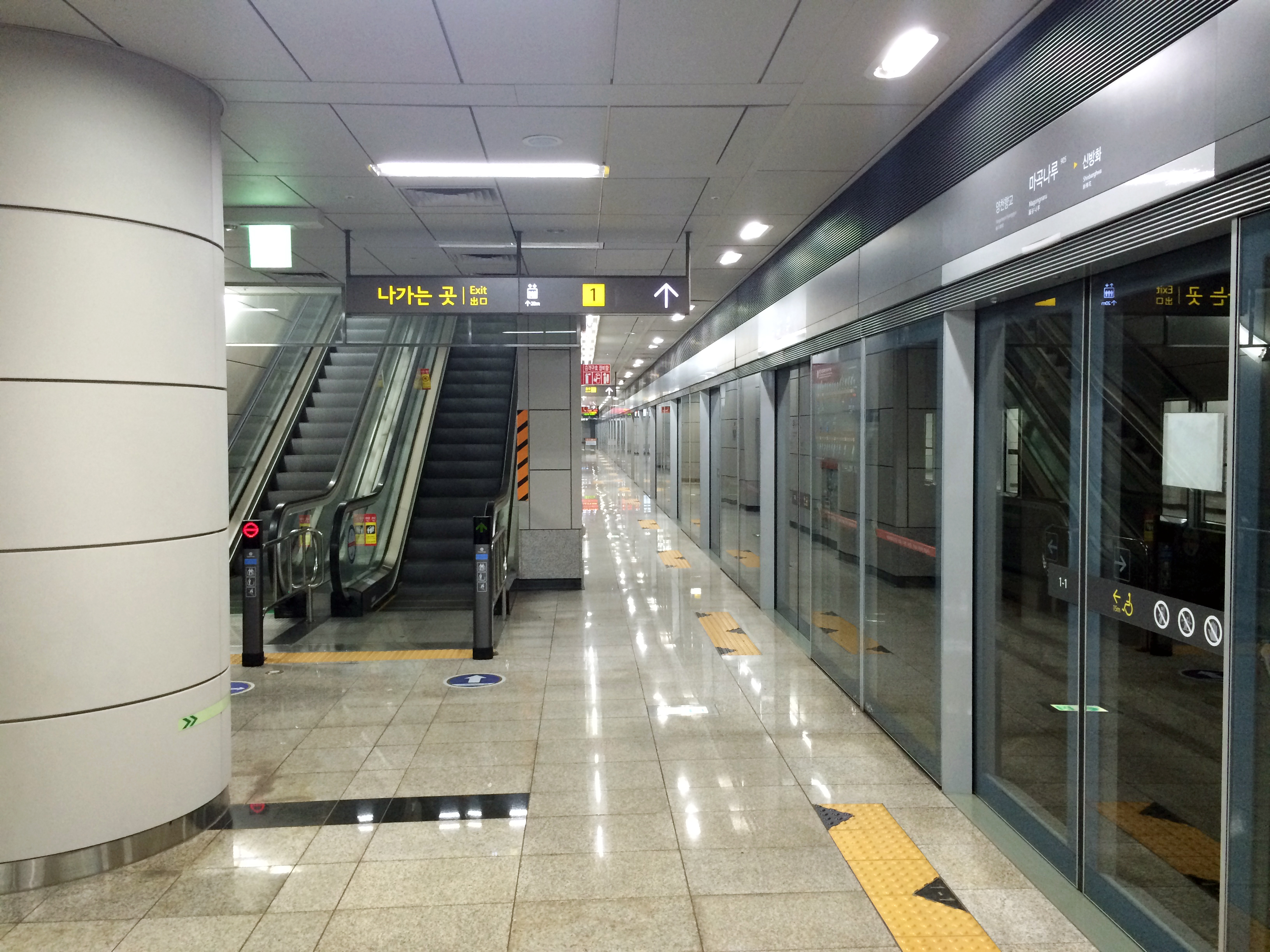
9號線候車月台

| 新傍花 ↑    |
| 下 \| 上 \| |
| ↓ 陽川鄉校  |

| 月台 | 路線           | 類別 | 目的地                                                                 |
| ---- | -------------- | ---- | ---------------------------------------------------------------------- |
| 上行 | ●首爾地鐵9號線 | 一般 | 新傍花、金浦機場、開花方向                                             |
| 上行 | ●首爾地鐵9號線 | 急行 | 金浦機場方向                                                           |
| 下行 | ●首爾地鐵9號線 | 一般 | 堂山、鷺梁津、新論峴、綜合運動場、石村、奧林匹克公園、中央報勳醫院方向 |
| 下行 | ●首爾地鐵9號線 | 急行 | 仙遊島、賽江、彥州、綜合運動場、石村、奧林匹克公園、中央報勳醫院方向   |

### 機場鐵道月台
站體為2面2線側式月台的地下車站，候車月台設有月台幕門。

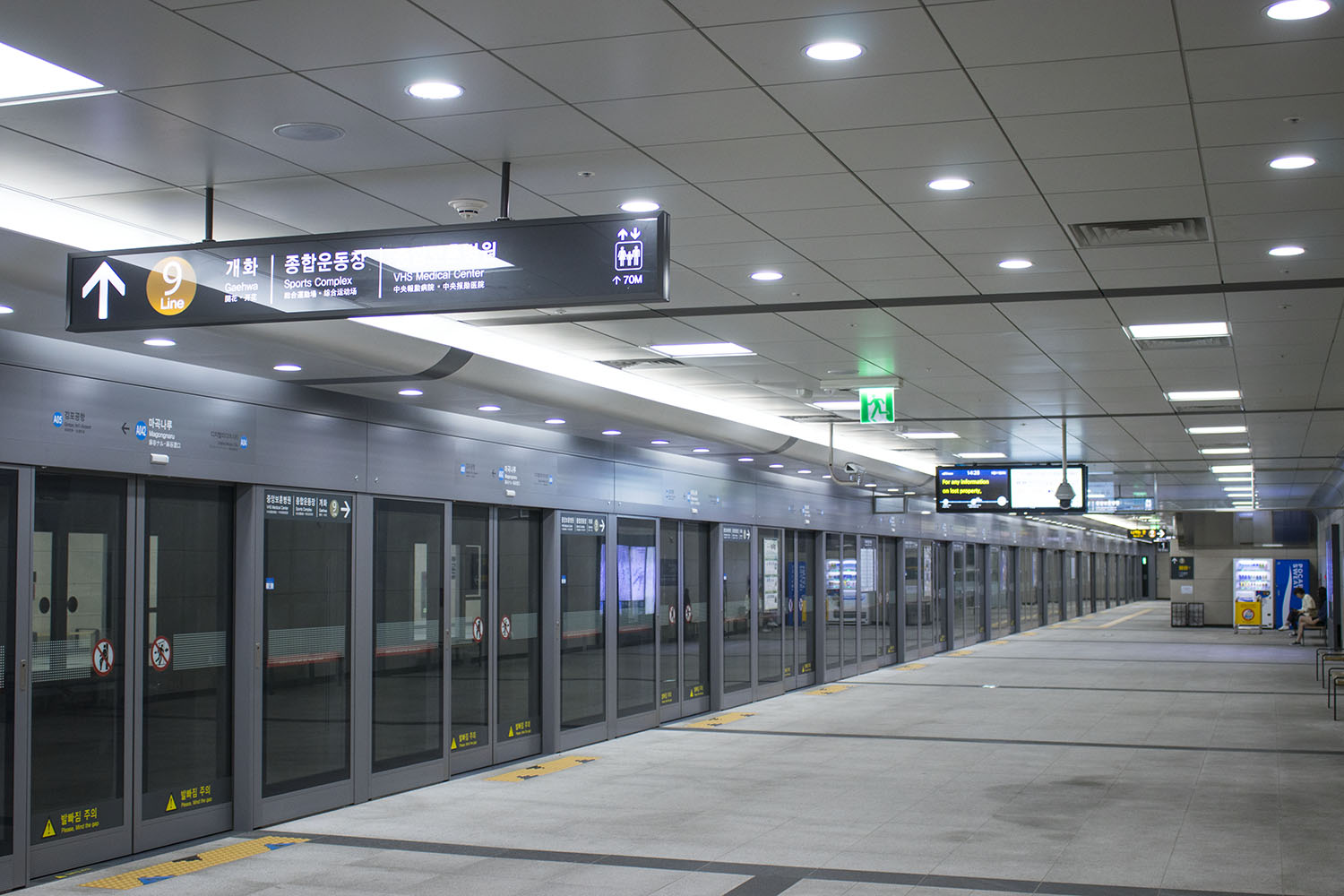
機場鐵道候車月台

| ↑ 金浦機場   |
| \| 下        |
| 數碼媒體城 ↓ |

| 月台 | 路線              | 目的地                    |
| ---- | ----------------- | ------------------------- |
| 上行 | ●仁川國際機場鐵道 | 首爾站方向                |
| 下行 | ●仁川國際機場鐵道 | 仁川國際機場1號航站樓方向 |

## 歷史
- 2014年5月24日：落成啟用。
- 2018年9月29日：仁川機場鐵道站體開通。
- 2018年12月1日：9號線開始停靠急行列車。
- 2019年12月26日：加註副站名首爾植物園（서울식물원）[1]。

## 車站周邊
- 首爾植物園
- LG科技園區
- 萬怡酒店
- 麻谷中學
- 江西稅務署
- 麻谷中央廣場

## 圖片

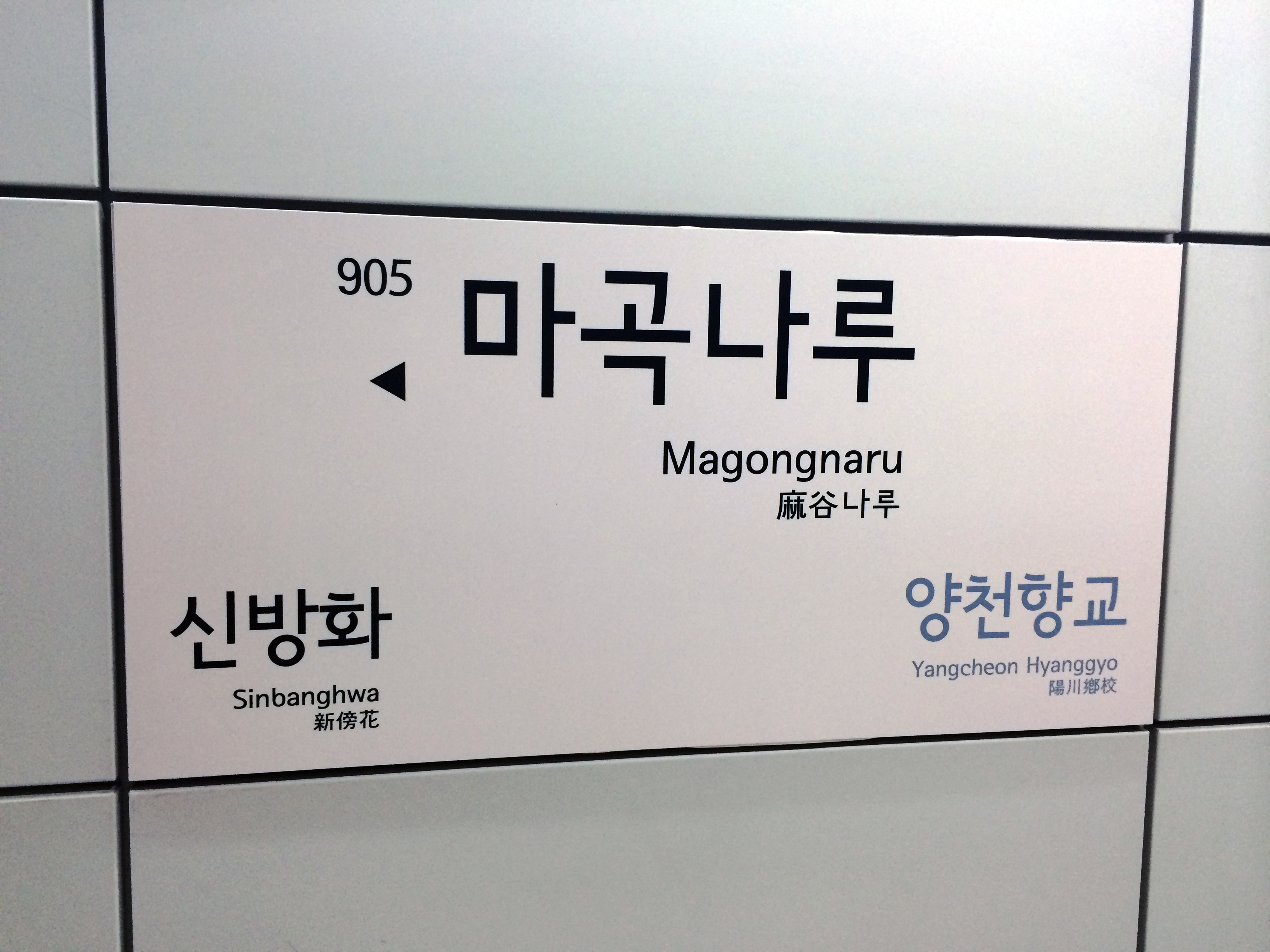
9號線站名牌
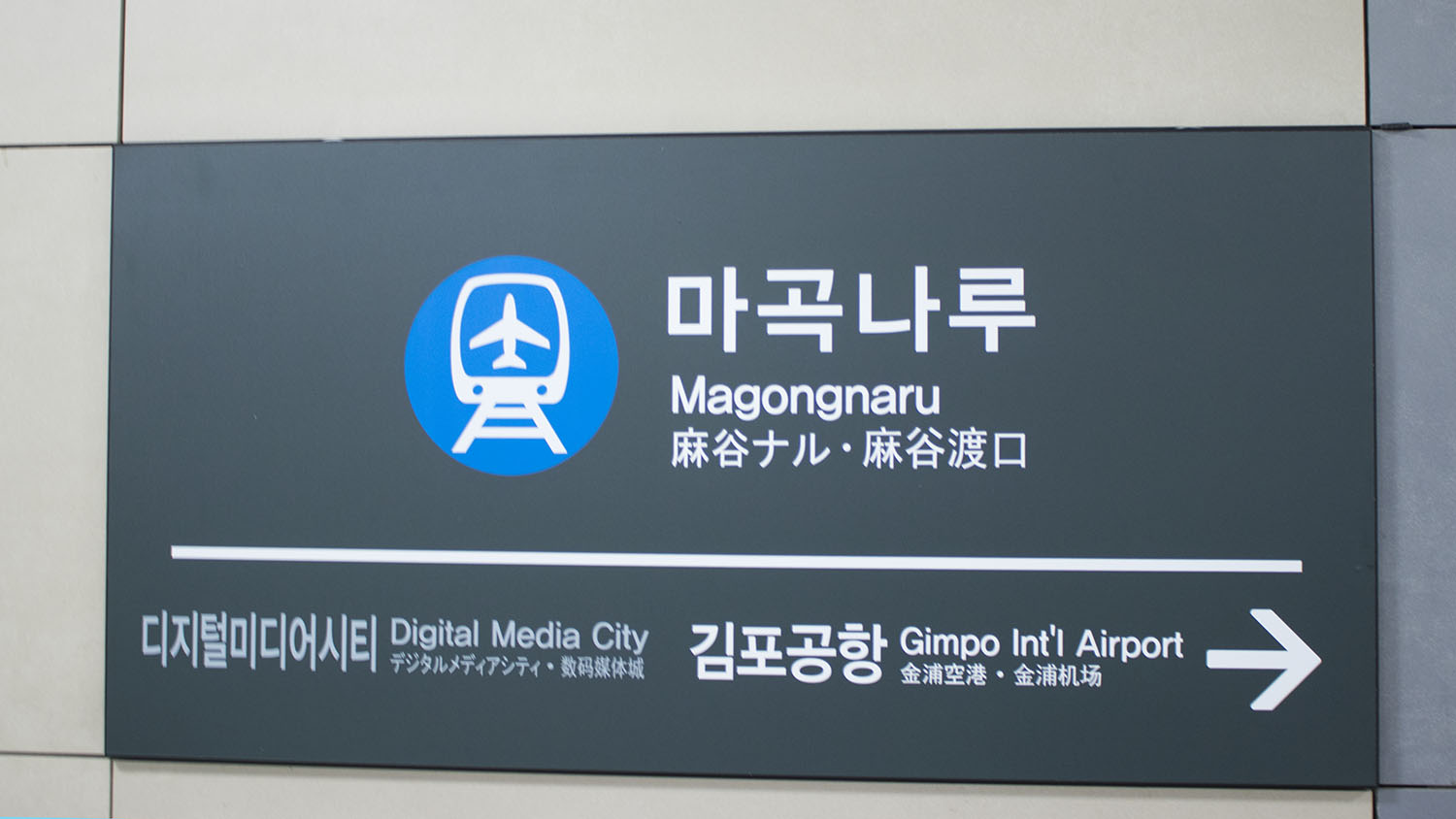
機場鐵道站名牌
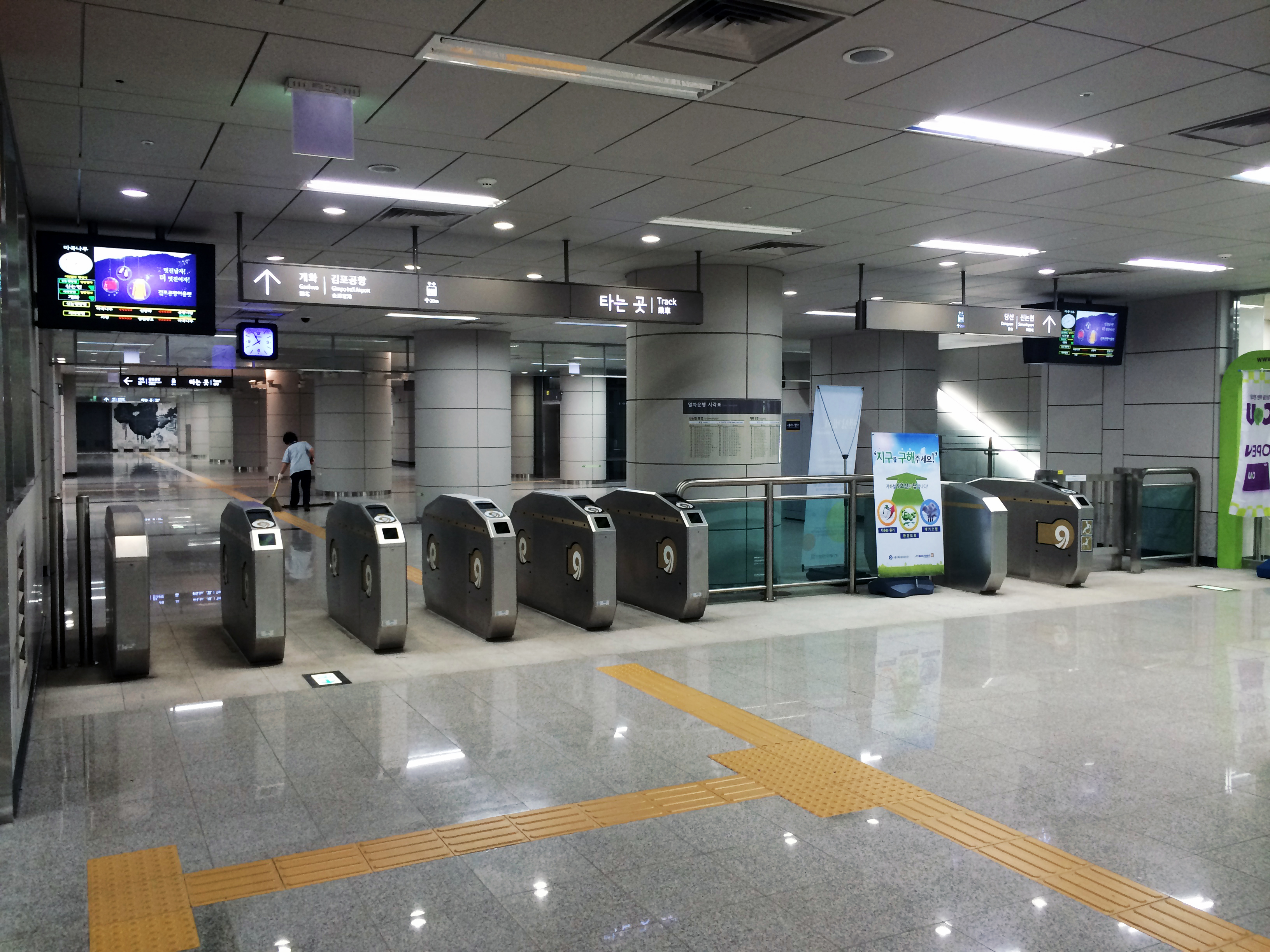
剪票閘口（9號線側）
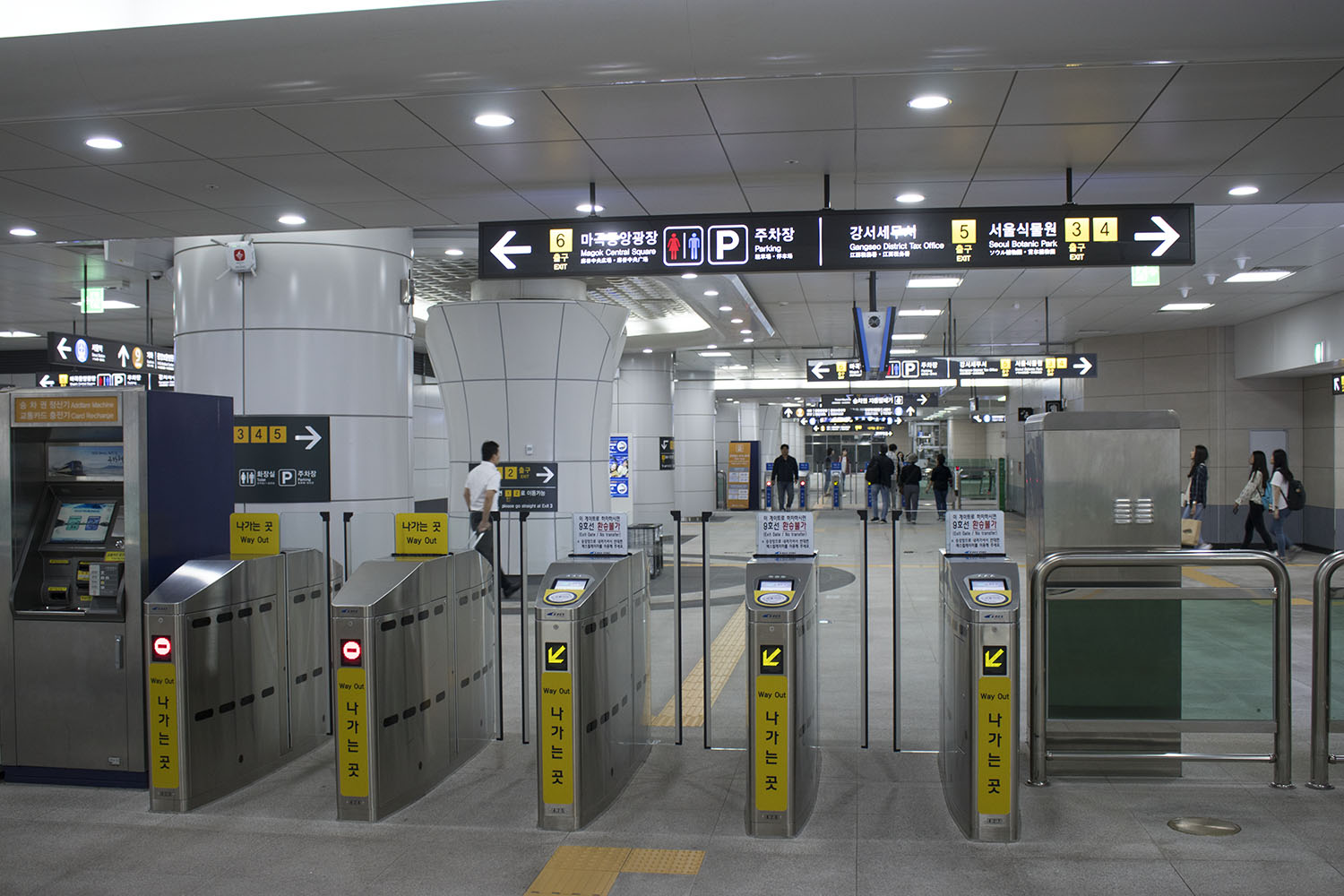
剪票閘口（機場鐵道側）
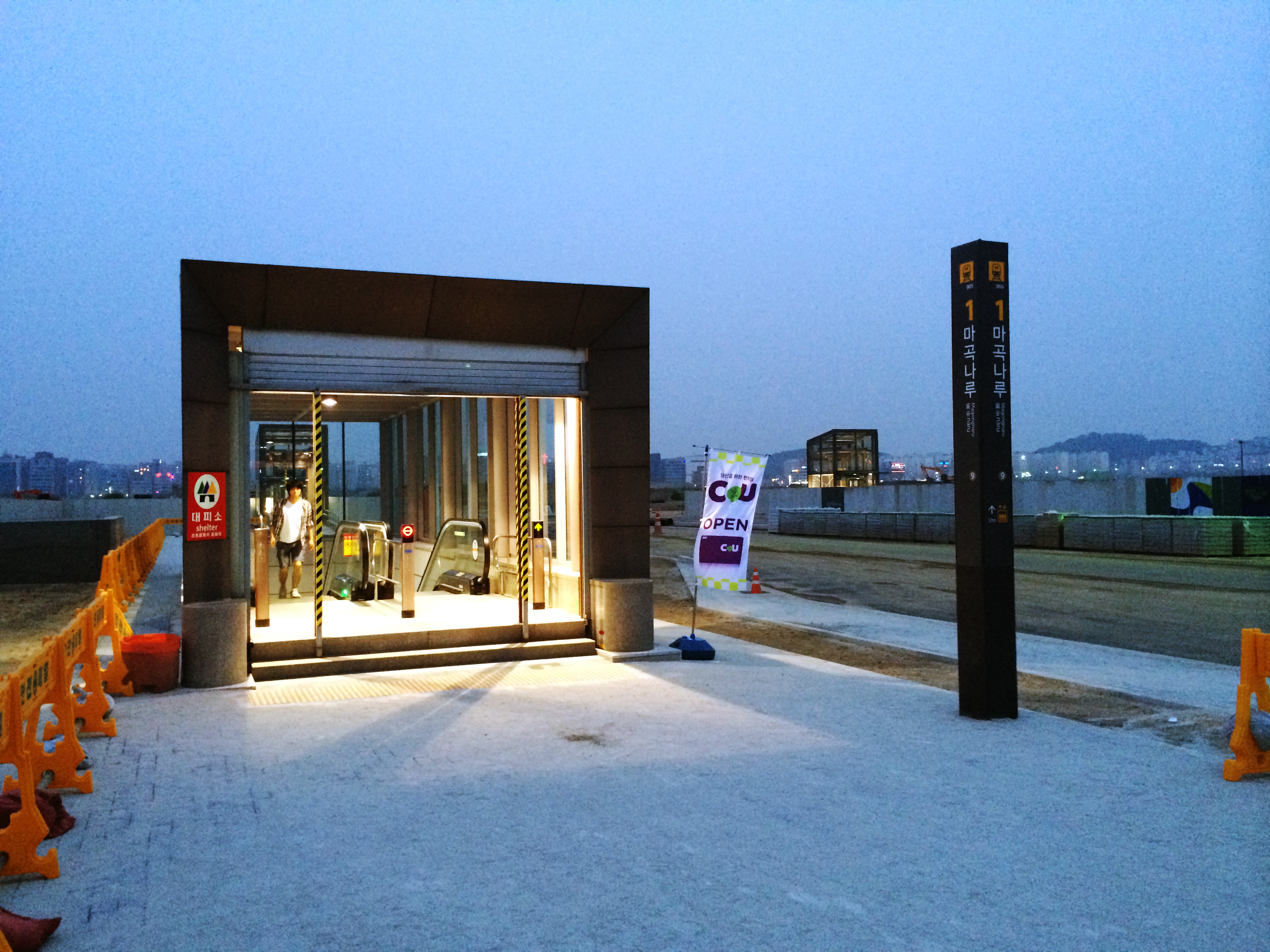
1號出口
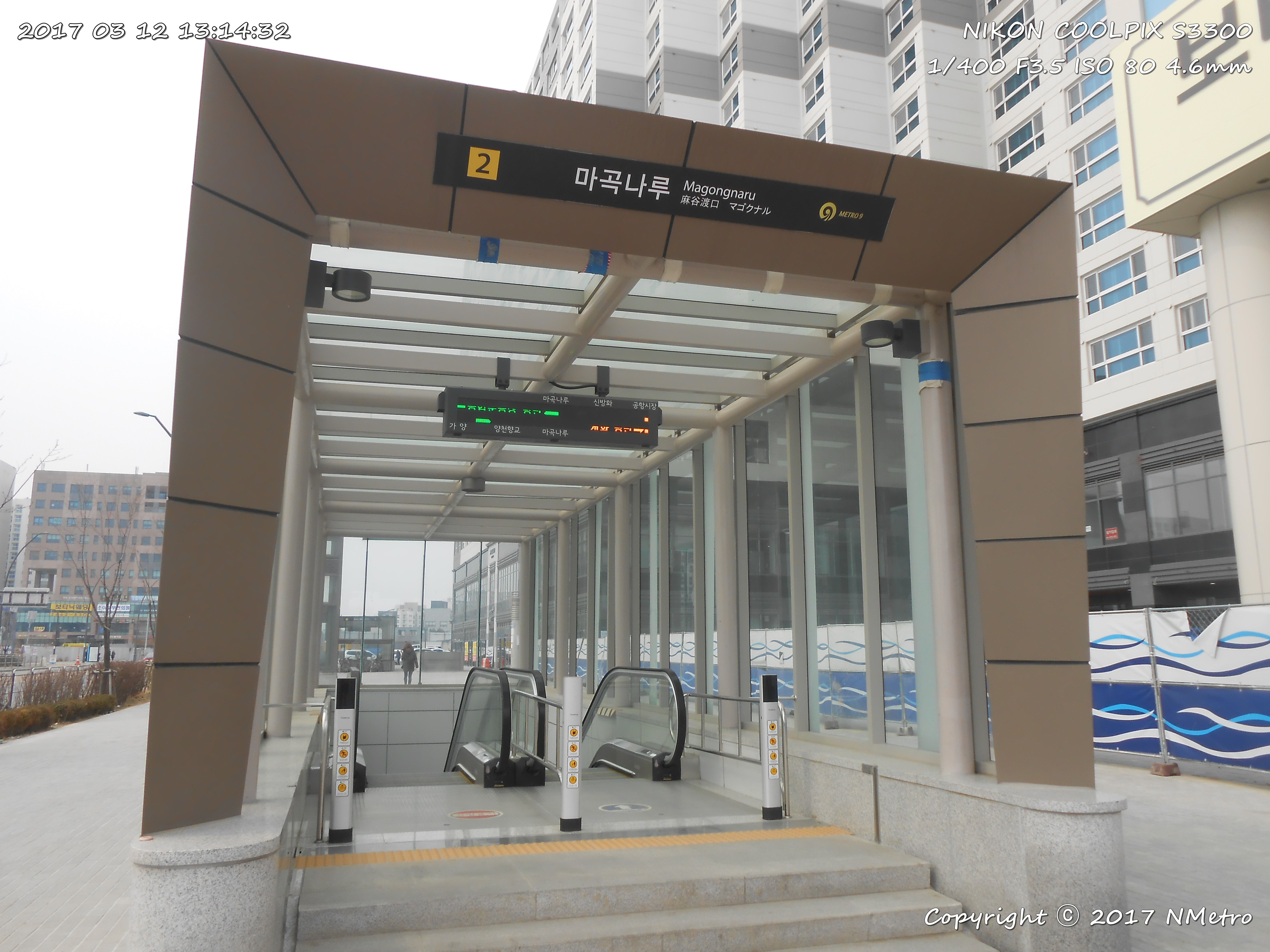
2號出口

## 相鄰車站
首爾市地鐵9號線
●首爾地鐵9號線
急行
金浦機場（902）－麻谷渡口（905）－加陽（907）
一般
新傍花（904）－麻谷渡口（905）－陽川鄉校（906）
機場鐵道
●仁川國際機場鐵道
一般
數碼媒體城（A04）－麻谷渡口（A042）－金浦機場（A05）

## 外部連結
- 車站信息-麻谷渡口站 arex （页面存档备份，存于）
- 車站信息-麻谷渡口站 metro9 （页面存档备份，存于）